# 디트로이트 레드윙스
디트로이트 레드윙스(영어: Detroit Red Wings)는 미국 미시간주 디트로이트를 연고지로 하는 NHL의 동부 콘퍼런스 애틀랜틱 디비전 소속 아이스 하키팀이며, 토론토 메이플리프스, 카나디앵 드 몽레알, 뉴욕 레인저스, 보스턴 브루인스, 시카고 블랙호크스와 더불어 NHL의 오리지널 식스 팀 가운데 하나이기도 하다.

## 역대 홈경기장
| 경기장              | 사용기간      | 수용인원 | 장소                | 비고 |
| ------------------- | ------------- | -------- | ------------------- | ---- |
| 윈저 아레나         | 1926년~1927년 | 4,400명  | 온타리오주 윈저     | 빈칸 |
| 디트로이트 올림피아 | 1927년~1979년 | 15,000명 | 미시간주 디트로이트 | 빈칸 |
| 조 루이스 아레나    | 1979년~2017년 | 20,027명 | 미시간주 디트로이트 | 빈칸 |
| 리틀시저스 아레나   | 2017년~현재   | 20,000명 | 미시간주 디트로이트 | 빈칸 |

## 영구 결번
| 번호 | 선수명              | 포지션   | 활동 기간                           | 지정일           |
| ---- | ------------------- | -------- | ----------------------------------- | ---------------- |
| 1    | 테리 소척           | 골텐더   | 1949~1955년 1957~1964년 1968~1969년 | 1994년 3월 6일   |
| 4    | 레드 켈리           | 수비수   | 1947~1960년                         | 2019년 2월 1일   |
| 5    | 니클라스 리드스트룀 | 수비수   | 1991~2012년                         | 2014년 3월 6일   |
| 7    | 테드 린지           | 레프트윙 | 1944~1957년 1964~1965년             | 1991년 11월 10일 |
| 9    | 고디 하우           | 라이트윙 | 1946~1971년                         | 1972년 3월 12일  |
| 10   | 알렉스 델베키오     | 센터     | 1950~1974년                         | 1991년 11월 10일 |
| 12   | 시드 에이블         | 센터     | 1938~1943년 1945~1952년             | 1995년 4월 29일  |
| 19   | 스티브 아이저먼     | 센터     | 1983~2006년                         | 2007년 1월 2일   |

비고
- NHL은 2000년 NHL 올스타전에서 웨인 그레츠키의 99번을 리그 전 구단 결번으로 지정했다.